# Họ Ban
Họ Ban (danh pháp khoa học: Hypericaceae, đồng nghĩa: Ascyraceae), được Antoine Laurent de Jussieu đưa ra năm 1789, là một họ thực vật có hoa bao gồm khoảng 6-9 chi và 477-590 loài các cây thân thảo sống một năm hoặc lâu năm hay cây bụi. Lá của chúng mọc đối và với các đốm trong suốt hay sẫm màu, mép lá nhẵn; bộ nhị thường tụ lại thành chùm; núm nhụy đôi khi có nhũ rõ ràng; và hạt nhỏ (thường dài không quá 4 mm). Họ này phân bổ rộng khắp thế giới, trước đây được gộp chung như là phân họ Hypericoideae trong họ Bứa (Clusiaceae). Theo hệ thống AGP II, họ này thuộc về bộ Sơ ri (Malpighiales). Giới hạn định nghĩa của họ này trong hệ thống APG III không có thay đổi gì so với hệ thống APG II.

## Phân loại
- Tông Cratoxyleae
  - Cratoxylum (bao gồm cả Cratoxylon): Thành ngạnh, lành ngạnh.
  - Eliaea (bao gồm cả Eliea)
- Tông Hypericeae
  - Hypericum (bao gồm cả Adenotrias, Androsaemum, Androsemum, Ascyrum, Olympia, Sanidophyllum, Sarothra, Takasagoya, Thornea, Triadenia, Triadenum): Ban.
  - Lianthus. Có thể nhập trong chi Hypericum.
  - Santomasia
- Tông Vismieae
  - Harungana
  - Psorospermum
  - Vismia (bao gồm cả Acrosanthes)

## Tham khao
1. ↑  
Angiosperm Phylogeny Group (2009). "An update of the Angiosperm Phylogeny Group classification for the orders and families of flowering plants: APG III" (PDF). Botanical Journal of the Linnean Society. Quyển 161 số 2. tr. 105–121. doi:10.1111/j.1095-8339.2009.00996.x. Truy cập ngày 8 tháng 10 năm 2021.
2. ↑  Christenhusz, M. J. M.; Byng, J. W. (2016). "The number of known plants species in the world and its annual increase". Phytotaxa. Quyển 261 số 3. tr. 201–217. doi:10.11646/phytotaxa.261.3.1.
3. Bản mẫu:Go Botany
4. Robson, Norman K.B. "Hypericaceae Jussieu: St John's Wort Family". Flora of North America. Truy cập ngày 17 tháng 6 năm 2018.
5. Kenneth J. Wurdack; Charles C. Davis (2009), "Malpighiales phylogenetics: Gaining ground on one of the most recalcitrant clades in the angiosperm tree of life", American Journal of Botany, 96 (8): 1551–1570, doi:10.3732/ajb.0800207, PMID 21628300, S2CID 23284896
6. "St. John's Wort". National Center for Complementary and Integrative Health, US National Institutes of Health. tháng 9 năm 2016. Truy cập ngày 17 tháng 6 năm 2018.